# 하리숲학교
하리숲학교는 전라남도 화순군 화순읍 지실길 163-1(다지리 568-2)에 위치한 비인가 대안학교이다. 하리숲학교의 이념은 교사와 학생 그리고 부모들이 인문교양능력, 주체적 능력, 창조적 능력, 소통의 능력을 통해 자신과 타인에게 기여하는 사람이 되는 것이다. 아이들은 기여하는 사람이 되기 위해 실력을 기른다.

## 학교 연혁
- 2006년 공동육아로 시작
- 2008년 충장로 하리학교 개교
- 2009년 풍암동 하리학교 이전
- 2011년 화순 편백숲으로 하리학교 이전
- 2013년 국회에서 '하리숲학교 사례 연구' 발표
- 2014년 KBS 다큐멘터리 '생명의 숲 아이들을 부탁해!' 방영, 대전정부종합청사 국제 숲학교 심포지엄에서 하리학교 교육과정 발표
- 2015년 SSCI급의 EECERA에 하리학교 교육과정 발표
- 2016년 미래교육 소사이어티 포럼 '미래 인재 양성과 대학의 역할' 하리학교사례 발표
- 2017년 제1대 학생회
- 2018년 제2대 학생회, 춘계학술대회 (한국아동숲교육학회와 열린유아교육학회 공동 주최) : '자연, 인간, 과학기술의 만남! 그리고 미래 영유아 교육' 하리숲학교 사례 발표
- 2019년 제3대 학생회, 남도스페셜 중 하리숲학교 방영
- 2020년 제4대 학생회, 정율성 음악축제
- 2021년 제5대 학생회
- 2022년 제6대 학생회
- 2023년 제7대 학생회, 집짓기프로젝트(게르), 역사프로젝트
- 2024년 제8대 학생회, 제9대 학생회, 제9.5대 학생회, 과학프로젝트

## 정대현 교장 이력
- 여수율촌남초등학교, 삼도초등학교, 조봉초등학교, 유안초등학교 교사
- 광주여자대학교 교수
- 총신대학교 교수(학과장, 학생처장, 부속유치원 원장)
- 어린이문화예술교육연구소 소장(2006)
- 비엔날레 어린이미술도슨트 프로그램 개발운영(2006)
- 국립아시아문화전당 어린이지식문화센터 지역기반주체역량강화사업 연구책임자(CP)
- 세종시선진화유아교육기획단 부단장
- 세종시 아이다움교육과정 개발 정책연구(연구책임자)
- 한국열린유아교육학회부회장
- 교육부 미래교육특별위원회 위원(2016)
- 하리숲학교 교장 (~현재)

## 참고 자료
- 학습본능 숲에서 놀다 (정대현 저)